# Piotr Rogucki
Piotr Rogucki (sinh ngày 5 tháng 5 năm 1978 tại Łódź) là một ca sĩ, nhạc sĩ và diễn viên người Ba Lan. Anh là trưởng nhóm của ban nhạc rock Coma. Piotr Rogucki còn là thành viên của Hiệp hội Công nghiệp Ghi âm Ba Lan.

## Tiểu sử
Piotr Rogucki tốt nghiệp Học viện nghệ thuật sân khấu quốc gia AST ở Kraków. Ngoài sự nghiệp âm nhạc, anh còn biểu diễn trên sân khấu của Nhà hát Rozmaitości ở Warsaw và tham gia diễn xuất trong nhiều phim điện ảnh và sê-ri phim truyền hình.

## Đĩa hát

### Album phòng thu
| Tựa đề               | Chi tiết về album                                              | Xếp hạng |
| Tựa đề               | Chi tiết về album                                              | POL      |
| -------------------- | -------------------------------------------------------------- | -------- |
| Loki – Wizja Dźwięku | - Phát hành: 21 tháng 3 năm 2011 - Hãng đĩa: Mystic Production | 2        |
| 95–2003              | - Phát hành: 11 tháng 6 năm 2012 - Hãng đĩa: Mystic Production | 1        |
| J.P. Śliwa           | - Phát hành: 16 tháng 10 năm 2015 - Hãng đĩa: Agora S.A.       | 8        |

### Video âm nhạc
| Tựa đề                 | Năm  | Đạo diễn                 | Album                | Tham khảo     |
| ---------------------- | ---- | ------------------------ | -------------------- | ------------- |
| "Szatany"              | 2011 | Mateusz Winkiel          | Loki – wizja dźwięku | [ 10 ]        |
| "Wizja dźwięku"        | 2011 | Mateusz Winkiel          | Loki – wizja dźwięku | [ 11 ]        |
| "Piosenka pisana nocą" | 2012 | Mateusz Winkiel          | 95-2003              | [ 12 ] [ 13 ] |
| "Dobrze"               | 2015 | Zosia Zija i Jacek Pióro | J.P. Śliwa           | [ 14 ] [ 15 ] |
| "Całuj się”            | 2016 | Zosia Zija i Jacek Pióro | J.P. Śliwa           | [ 16 ] [ 17 ] |
| "Płyń”                 | 2016 | Bartosz Piotrowski       | J.P. Śliwa           | [ 18 ] [ 19 ] |

### Xuất hiện với tư cách khách mời
| Năm  | Bài hát                   | Ca sĩ                  | Album                          |
| ---- | ------------------------- | ---------------------- | ------------------------------ |
| 2013 | "Zaufanie"                | Mam Na Imię Aleksander | Nie myśl o mnie źle            |
| 2013 | "Karmelove"               | Marcelina              | Wschody / Zachody              |
| 2014 | "Whole World Is Watching" | Within Temptation      | Hydra (phiên bản tiếng Ba Lan) |
| 2014 | "Ewolucja albo śmierć"    | Frontside              | Sprawa jest osobista           |

## Phim tiêu biểu
| Năm  | Tựa đề                  | Vai diễn        |
| ---- | ----------------------- | --------------- |
| 2000 | Syzyfowe prace          |                 |
| 2005 | Doskonałe popołudnie    | Jacek           |
| 2005 | Hamlet                  | Hamlet          |
| 2007 | And Along Come Tourists | Krzysztof       |
| 2010 | Skrzydlate świnie       | Mariusz Nowacki |

| Năm       | Tựa đề            | Vai diễn                 |
| --------- | ----------------- | ------------------------ |
| 2000      | Syzyfowe prace    |                          |
| 2006      | Oficerowie        | Manolo                   |
| 2008      | Trzeci oficer     | Manolo                   |
| 2009–2011 | Czas honoru       | Chudy                    |
| 2010      | Duch w dom        |                          |
| 2011      | Hotel 52          | Henio                    |
| 2011      | Chichot losu      | Jakubczyk                |
| 2012      | Misja Afghanistan | Marcin Melbor ("Malbor") |
| 2013      | Medics            | Józek                    |
| 2013      | 2XL               | Alek                     |